# Temný rytíř (film)

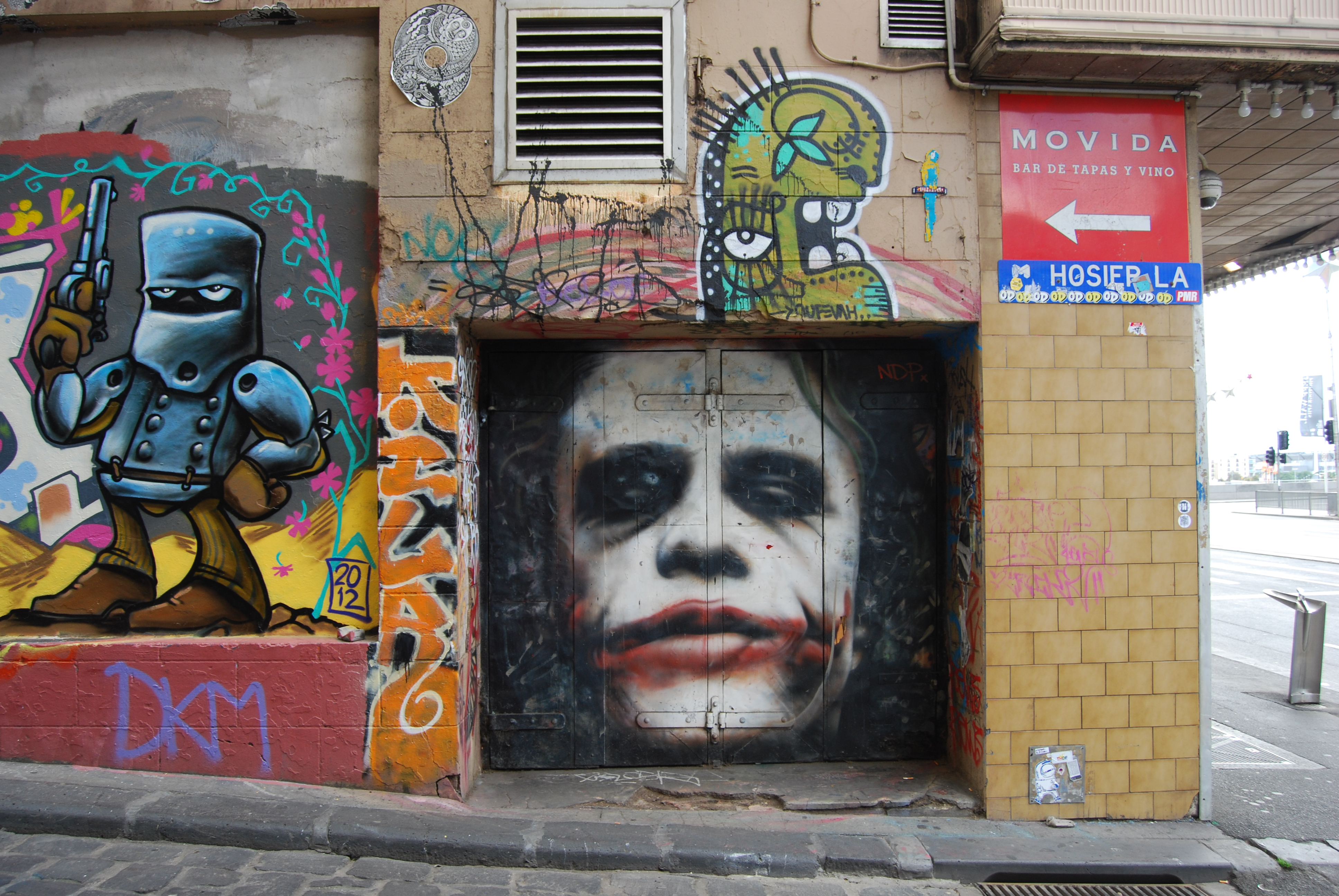
Ledgerova postava Jokera jako část street artu v Melbourne

Temný rytíř (v anglickém originále The Dark Knight) je britsko-americký akční thriller z roku 2008, který natočil režisér Christopher Nolan podle komiksů o Batmanovi. Snímek navazuje na předchozí film Batman začíná, v titulní roli se opět představil Christian Bale. Do amerických kin byl film, jehož rozpočet činil 185 milionů dolarů, uveden 18. července 2008. Snímek získal dva Oscary, konkrétně ocenění v kategoriích Nejlepší herec ve vedlejší roli (Heath Ledger, posmrtně) a Nejlepší střih zvuku, a dalších šest oscarových nominací za kameru, výpravu, střih, masky, zvuk a vizuální efekty.
Díky úspěchu filmu byla Nolanova batmanovská trilogie zakončena v roce 2012 snímkem Temný rytíř povstal.

## Příběh
Zatímco pozici hlavního gothamského mafiána převzal Sal Maroni, na scéně se objevuje i záhadný Joker, který má svoje vlastní úmysly. Proti nim stojí Batman se svým spojencem poručíkem Gordonem a také nový ambiciózní státní návladní Harvey Dent.

## Obsazení
- Christian Bale jako Bruce Wayne / Batman
- Michael Caine jako Alfred Pennyworth
- Heath Ledger jako Joker
- Gary Oldman jako poručík Jim Gordon
- Aaron Eckhart jako Harvey Dent / Two-Face
- Maggie Gyllenhaal jako Rachel Dawesová
- Morgan Freeman jako Lucius Fox
- Monique Gabriela Curnen jako Anna Ramirezová
- Ron Dean jako detektiv Michael Wuertz
- Nestor Carbonell jako starosta Anthony Garcia
- Chin Han jako Lau
- Eric Roberts jako Sal Maroni
- Ritchie Coster jako Chechen
- Anthony Michael Hall jako Mike Engel
- Keith Szarabajka jako detektiv Gerard Stephens
- Joshua Harto jako Coleman Reese
- Melinda McGraw jako manželka poručíka Gordona
- Nathan Gamble jako syn poručíka Gordona
- Michael Jai White jako Gambol
- Beatrice Rosen jako Nataša (v originále Natascha)

## Přijetí

### Tržby
Celkové severoamerické tržby filmu činily 534 858 444 dolarů (včetně jednorázového znovuuvedení v roce 2012) a dalších 469 700 000 dolarů utržil v ostatních státech. Dosáhl tak celosvětových tržeb 1 004 558 444 dolarů, díky čemuž se stal nejúspěšnějším snímkem roku 2008. Svého času se jednalo o šestý komerčně nejúspěšnější film historie, nejvýdělečnější film podle komiksu a také první filmovou adaptaci komiksu, která v tržbách překonala hranici miliardy dolarů.

### Filmová kritika
Server Kinobox.cz na základě vyhodnocení 18 recenzí z českých internetových stránek ohodnotil film Temný rytíř 98 %. Server Rotten Tomatoes udělil snímku 94 % na základě 315 recenzí (z toho 296 jich bylo spokojených). Od serveru Metacritic získal film, podle 39 recenzí, celkem 82 ze 100 bodů.
Snímek Temný rytíř bývá řazen do seznamů nejlepších filmů všech dob. V roce 2017 byl uveden na patnáctém místě žebříčku „The 500 Greatest Movies Of All Time“ (tj. 500 nejlepších filmů všech dob) časopisu Empire, kam ho společně zvolili čtenáři tohoto magazínu a filmoví kritici. Také se objevil na třetí příčce žebříčku „The 100 Greatest Movies“ (tj. 100 nejlepších filmů) tohoto časopisu, který roku 2018 sestavili jeho čtenáři.